# Saint-Seurin-de-Cursac
Saint-Seurin-de-Cursac település Franciaországban, Gironde megyében. Lakosainak száma 773 fő (2022. január 1.). Saint-Seurin-de-Cursac Fours, Saint-Genès-de-Blaye, Mazion, Saint-Martin-Lacaussade és Saint-Paul községekkel határos.

## Népesség
A település népessége az elmúlt években az alábbi módon változott:
| Lakosok száma | 338  | 712  | 738  | 744  | 685  | 749  | 774  | 763  | 766  | 773  |
|               | 1968 | 1982 | 1990 | 2006 | 2013 | 2015 | 2017 | 2019 | 2020 | 2022 |